# Brauron

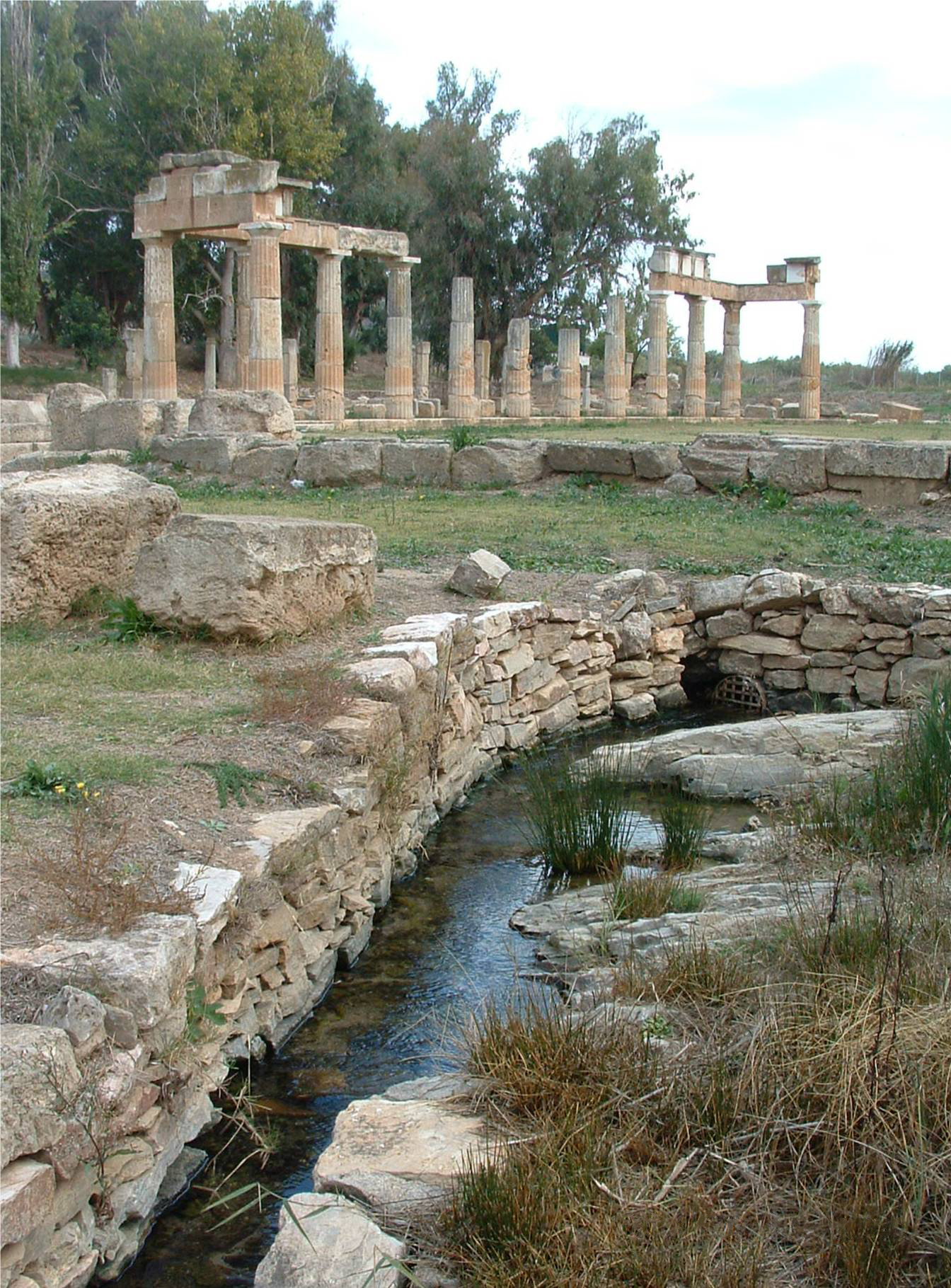
Świątynia Artemidy w Brauron

Brauron (stgr. Βραυρών) – starożytne miasto greckie i sanktuarium ku czci Artemidy, położone na terenie dzisiejszej miejscowości Wrawrona (Βραυρώνα) we wschodniej części Attyki. Według Homera Brauron było miejscem zbiórki okrętów przed wyruszeniem na wojnę trojańską.

## Historia osady
Najstarsze ślady bytności człowieka na terenie późniejszego Brauron pochodzą z neolitu. We wczesnej starożytności istniało tu ważne miasto portowe (dziś ruiny położone są kilka kilometrów w głąb lądu), z niewiadomych przyczyn prawdopodobnie opuszczone po okresie mykeńskim (ok. XII wieku p.n.e.). W VIII wieku p.n.e. rozpoczyna się ponowny rozkwit miasta, zakończony powodzią w 300 r. p.n.e.

## Sanktuarium
W Brauron znajdują się pozostałości dawnej świątyni ku czci Artemidy. Do naszych czasów dotrwało kilka doryckich kolumn. W starożytności pokazywano tu także grób Ifigenii, według tradycji złożonej w ofierze Artemidzie i pochowanej w Brauron. Na terenie kompleksu świątynnego zachowało się też źródło, uważane przez starożytnych Greków za święte.

## Praktyki religijne
Według źródeł starożytnych świątynia Artemidy w Brauron była miejscem, w którym ateńskie dziewczęta w wieku między 5 a 10 lat „odgrywały niedźwiedzice” w służbie bogini, jednak dokładny sens tego wyrażenia nie jest jasny. Według klasycznej interpretacji, sformułowanej przez A. Brelicha, „odgrywanie niedźwiedzicy” było formą rytuału inicjacyjnego dziewcząt ateńskich przechodzących do kolejnej grupy wiekowej. Obecnie jednak uważa się, że pod wyrażeniem „odgrywać niedźwiedzicę” kryły się przynajmniej dwie różne praktyki religijne, które nie miały związku z inicjacją do grupy wiekowej. Jedną z nich była ofiara przebłagalna, składania w imieniu wspólnoty przez dziewczęta i analogiczna do składanej przez chłopców ofiary przebłagalnej dla Apollona. Drugą natomiast była nieobligatoryjna i indywidualna ofiara, którą składały dziewczęta przed zamążpójściem, również w celu odżegnania potencjalnego gniewu bogini.